# Xylit (Kohle)

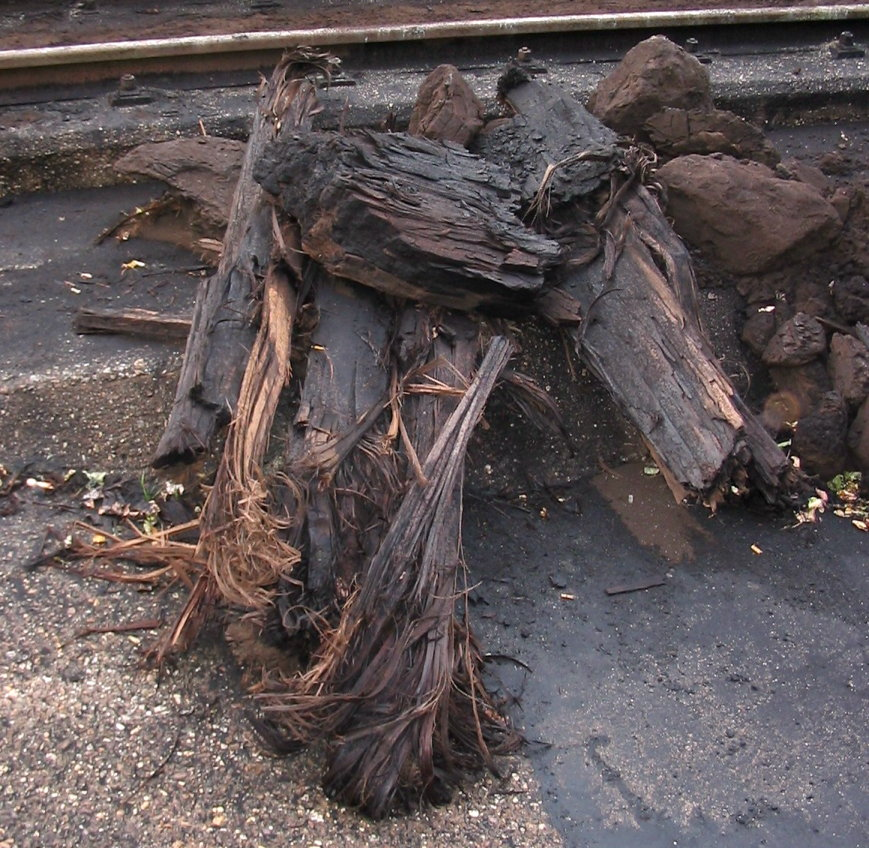
Reste von Holz mit geringem Inkohlungsgrad in Braunkohle

Xylit (altgriechisch ξύλον xýlon, deutsch ‚Holz‘) ist im Tagebau gewonnenes, Millionen Jahre altes, nicht ganz inkohltes Holz oder Pflanzenmaterial, bei dem zum Teil noch sehr deutliche Holzstrukturen erkennbar sind. Andere gängige Bezeichnungen für Xylit sind Lignit und Schieferkohle. Im englischen Sprachraum, in Nordamerika ausschließlich, wird jegliche Form der Braunkohle als lignite bezeichnet, Xylite werden dort als xyloid lignite bezeichnet.
Die Inkohlung führt in Zeiträumen von Jahrmillionen von frischem Pflanzenmaterial zu Huminsäuren und Torf, dann über Lignit, Braun- und Steinkohle zum Anthrazit, in einzelnen Fällen sogar zum Graphit.
Xylit entstand im Zeitraum vor mehr als 10 Mio. Jahren. Seine Färbung ist dunkelbraun. Fast immer sind die Strukturen von Holz erkennbar. Er tritt in stark zersplitterter Form, als kompakte, platte Xylitstängel oder brockig bzw. balkenähnlich auf. Die Dichte liegt oft bei 400 kg/m3.

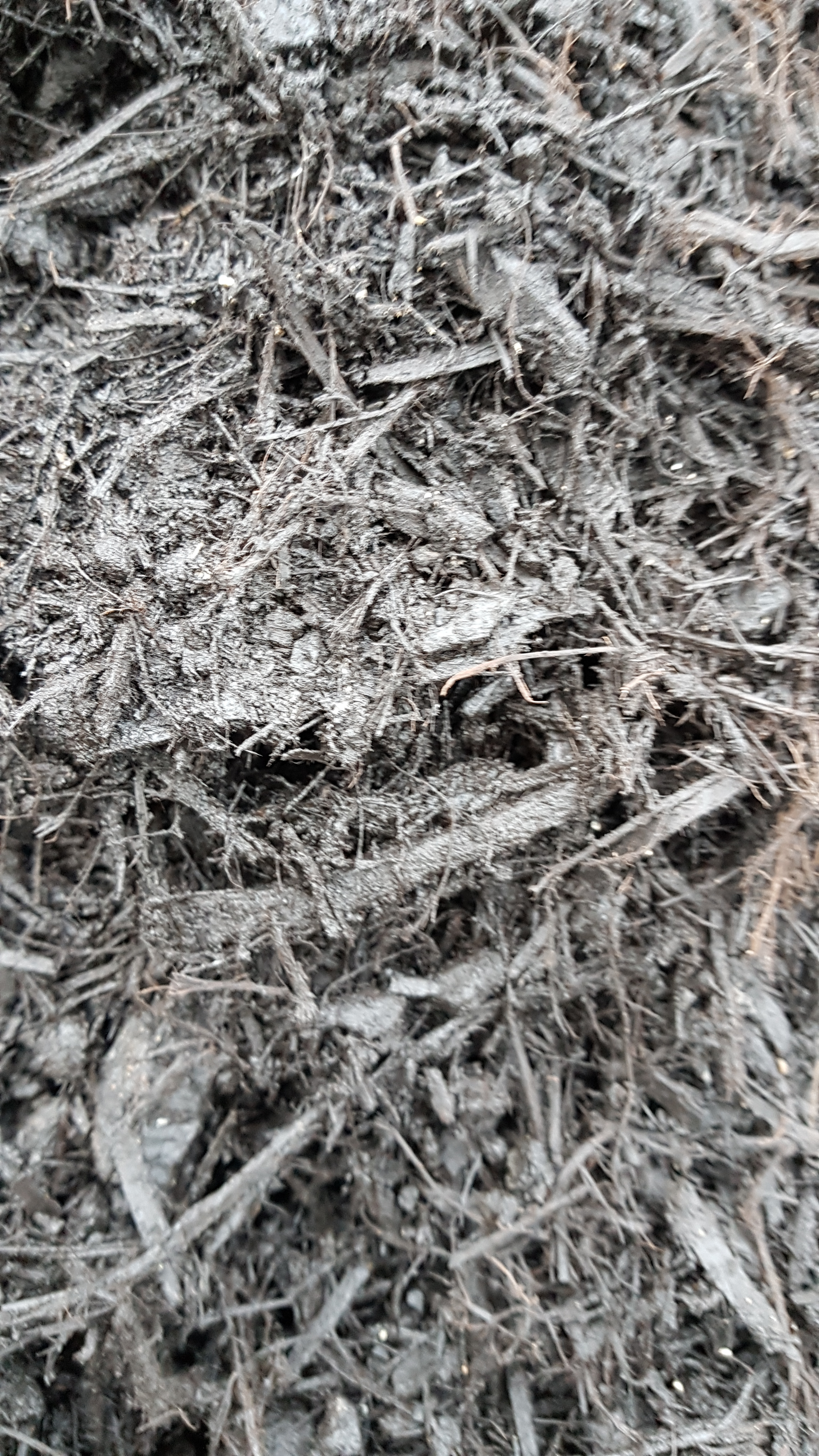
Zerkleinertes Xylit

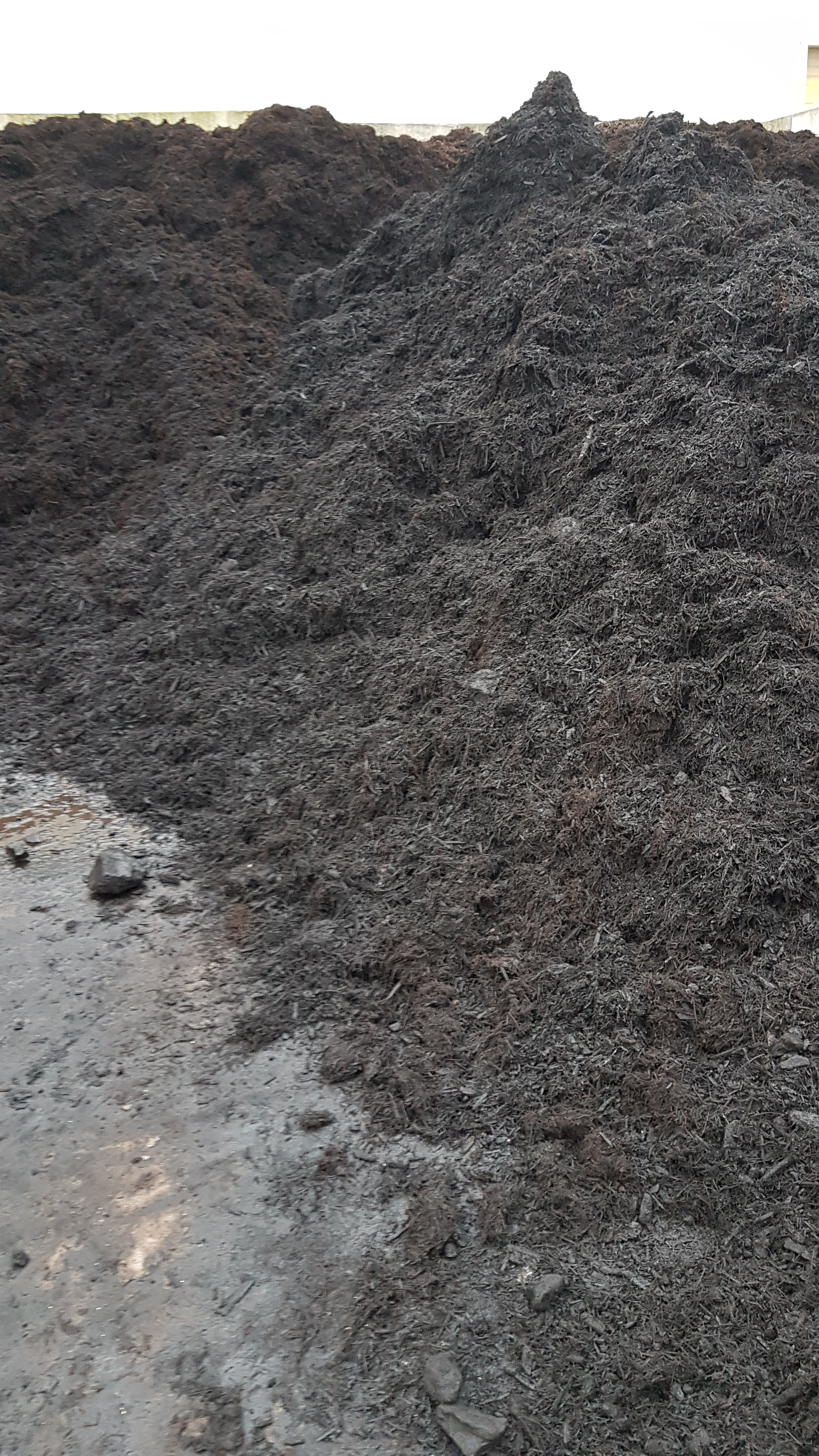
Xylit-Lagerhalde

## Xylit als Energieträger
Xylit findet sich in Braunkohlelagerstätten und wird im Aufbereitungsprozess von der Kohle separiert. Die Förderung zur Nutzung in Wärmekraftwerken ist wegen niedriger Heizwerte oft nicht rentabel. Die Stadt Ljubljana deckt jedoch 90 % ihres Fernwärmebedarfs aus in Velenje gefördertem Lignit.
Bei der Verbreiterung und Vertiefung des Maas-Schelde-Kanals stieß man im Jahr 1928 im belgischen Rauw, Gemeinde Mol, unter einer Sandauflage von 2 bis 12 Metern auf bis zu 3 Meter mächtige Lagen von Xylit, die seit der Brennstoffknappheit während des Zweiten Weltkriegs im Jahr 1942 auch zur Brennstoffgewinnung abgebaut wurden.
Wie bei Braunkohle entsteht bei Verfeuerung von Lignit viel Kohlenstoffdioxid (CO2). Langfristig ist die Verfeuerung zur Energiegewinnung nur denkbar, wenn der emittierte Kohlenstoff durch CO2-Abscheidung und -Speicherung (CCS) nachträglich abgeschieden wird (End of pipe). Das Schwefeldioxid, das bei der Verbrennung entsteht, ist mitverantwortlich für den sauren Regen.
Schieferkohle wurde oft als Beigabe zusammen mit anderen Kohlearten verwendet oder mit einem Holzfeuer verbrannt. Teilweise wurden Feuerungsanlagen speziell für das Brennverhalten dieser Kohle ausgerüstet.
Ein neues Einsatzgebiet ist unter anderem die katalytische drucklose Verölung (KDV). Aus einer Tonne Lignit werden etwa 250 Liter Dieselkraftstoff, etwa 300 bis 350 Kilogramm Kohlenstoffpaste und bis zu 350 Liter Prozesswasser (Aqua dest).

## Xylit im Gartenbau
Xylit eignet sich aufbereitet als Zuschlagstoff von Blumenerden und professionellen Substraten für den Erwerbsgartenbau. Der Nährstoffgehalt ähnelt dem von Torfe und auch der pH-Wert liegt im sauren Bereich.
Die Wasserhaltefähigkeit ist geringer als die von Torf. Der Einsatz von Netzmitteln bei der Substratproduktion ist daher angebracht.
Der Anteil organischer Substanz liegt bei über 85 % bezogen auf die Trockensubstanz.
Vorteilhafte Eigenschaften von Xylit sind eine gute Strukturstabilität und geringe Stickstoff-Immobilisierung. Es sind kaum leicht erschließbare Kohlenstoffquellen vorhanden und der Xylit unterliegt einer im Vergleich zu anderen organischen Substanzen geringeren Abbaurate (C/N-Verhältnis > 200).
Es ist elastischer und dauerhafter als Holzschnitzel und kann wie Rindenmulch als Streumaterial verwendet werden.
Die Analysewerte schwanken in geringem Maße in Abhängigkeit von der Körnung und Herkunft. Seit 2004 wurden eine Vielzahl Untersuchungen zum Einsatz von Xylit im Gartenbau durchgeführt.
Schwermetalle sind im Xylit nur in Spuren und weit unterhalb der Grenzwerte der Bioabfallverordnung enthalten. Auch andere im Pflanzenbau relevante Schadstoffe konnten bisher nicht nachgewiesen werden.
Das Oxidationsprodukt von Lignit, Leonardit, wird ebenfalls als Bodenverbesserer, zur Sanierung kontaminierter Böden und als Hilfsmittel in der Bohrindustrie verwendet.

## Sonstige Verwendung
Die belgische Firma Eloy verwendet Xylit als Filtermedium in der Brauchwasseraufbereitung mit einer Lebensdauer von bis zu 30 Jahren.
In Frankreich wird es auch zur Stabilisierung von Böschungen und Banketten eingesetzt.